# راهبه آتش‌پاره
راهبه آتش‌پاره (انگلیسی: Naughty Nun) با نام اصلیِ آنتونیوی زیبا، در ظاهر راهبه و در باطن شیطان (ایتالیایی: La bella Antonia, prima monica e poi dimonia) یک کمدی سکسی سبک ایتالیایی به کارگردانی ماریانو لائورنتی است که در سال ۱۹۷۲ منتشر شد.

## بازیگران
- ادویژ فنش
- ژوزیان تانزیلی
- پی‌یرو فوکاچا
- دادا گالوتی
- ریکاردو گارونه
- مالیسا لونگو
- لوچانا تورینا
- اومبرتو دورسی
- تیبریو مورجا
- الیو کرووتو
- کارین وِل
- ویرا درودی
- لوکریشا لاو